# 17
17（十七、じゅうしち、じゅうなな、とおあまりななつ）は自然数、また整数において、16の次で18の前の数である。ラテン語では septendecim（セプテンデキム）。

## 性質
- 17は7番目の素数である。1つ前は13、次は19。
  - 約数の和は18。
    - 約数の和が3の倍数になる9番目の数である。1つ前は15、次は18。
- 17 = 17 + 0 × ω (ωは1の虚立方根)
  - a + 0 × ω (a>0) で表される4番目のアイゼンシュタイン素数である。1つ前は11、次は23。
- 17 = 24 + 1
  - n = 4 のときの 2n + 1 の値とみたとき1つ前は9、次は33。(オンライン整数列大辞典の数列 A000051)
  - n = 2 のときの n4 + 1 の値とみたとき1つ前は2、次は82。
    - n4 + 1 で表される2番目の素数である。1つ前は2、次は257。

  - 17 = 222 + 1
    - n = 2 のときの 22n + 1 で表せる3番目のフェルマー素数である。1つ前は5、次は257。

  - 17 = 1 × 24 + 1
    - 5番目のプロス数である。1つ前は13、次は25。
      - 4番目のプロス素数である。1つ前は13、次は41。

  - 17 = 24 × 30 + 1
    - 6番目のピアポント素数である。1つ前は13、次は19。(オンライン整数列大辞典の数列 A005109)

  - 17 = 14 + 24
    - 連続自然数の4乗和で表される最小の数である、次は97
    - 17 = 04 + 14 + 24
      - 3連続整数の4乗和で表せる数である。負の数を除いたときには最小の数である、次は98。

    - n4 + (n + 1)4 で表せる最小の素数である、次は97。
- 17 = 42 + 1
  - n = 2 のときの 4n + 1 の値とみたとき1つ前は5、次は65。
  - n = 4 のときの n2 + 1 の値とみたとき1つ前は10、次は26。
    - n2 + 1 で表される3番目の素数である。1つ前は5、次は37。

  - 17 = 12 + 42
    - 異なる2つの平方数の和で表せる4番目の数である。1つ前は13、次は20。(オンライン整数列大辞典の数列 A004431)
- 4番目のスーパー素数である。1つ前は11、次は31。
- 8番目のジェノッキ数であり、唯一のジェノッキ素数である。
- (17, 19) は4番目の双子素数である。1つ前は(11, 13) 、次は(29, 31) 。
- (11, 13, 17, 19) は四つ子素数である。1つ前は(5, 7, 11, 13) 、次は(101, 103, 107, 109) 。
- p = 17 のときの 2p − 1 で表される 217 − 1 = 131071 は6番目のメルセンヌ素数である。1つ前は13、次は19。
- 正十七角形は定規とコンパスのみで作図できる10番目の正多角形である。1つ前は正16角形、次は正20角形。(オンライン整数列大辞典の数列 A003401)
  - 正十七角形が定規とコンパスのみで作図できることをカール・フリードリヒ・ガウスが1796年に19歳の時に証明した。
- 3乗した数の各桁の数の和が元の数になる数である。つまり、173 = 4913 , 4 + 9 + 1 + 3 = 17
  - このような数は6個あり、1, 8, 17, 18, 26, 27。
- n2 + n + 17 の値は 0 ≤ n ≤ 15 を満たす整数 n に対し全て素数となる。(41 を参照のこと)
- 1/17 = 0.0588235294117647… (下線部は循環節で長さは16)
  - 循環節が n − 1（全ての余りを巡回する）である2番目の素数である。1つ前は7、次は19。
  - 次の素数19もこの仲間であり、双子素数のうち最初の組み合わせとなる。次は(59, 61)。
    - 1000 以下でこのような双子素数は (59, 61) 、(179, 181) 、(821, 823) である。
    - (17, 19) の次の (23, 29) も該当するため、連続する4つ以上の素数が循環節 n − 1 となる最初の組み合わせとなる。次は (487, 491, 499, 503, 509)(5つ連続)である。

  - 逆数が循環小数になる数で循環節が16になる最小の数である。次は34。
  - 循環節が n になる最小の数である。1つ前の15は31、次の17は2071723。(オンライン整数列大辞典の数列 A003060)
- 17 = 2 + 3 + 5 + 7
  - 最初の4つの素数の和である。1つ前は10、次は28。
  - 最初からの素数の和が素数となる3番目の素数である。1つ前は5、次は41。
  - 17 = 21 + 31 + 51 + 71
    - n = 1 のときの 2n + 3n + 5n + 7n の値とみたとき1つ前は4、次は87。(オンライン整数列大辞典の数列 A135168)
- 10進数表記において桁を入れ替えても素数となる2番目のエマープである。(17 ←→ 71) 1つ前は13、次は31。
- 1 と 7 を使った最小の素数である。次は71。ただし単独使用を可とするなら1つ前は11。(オンライン整数列大辞典の数列 A020455)
  - 17…7 の形の最小の素数である。次は1777。(オンライン整数列大辞典の数列 A088465)
  - 1…17 の形の最小の素数である。次は1117。(オンライン整数列大辞典の数列 A093139)
- 17 = 23 + 9
  - n = 3 のときの 2n + 9 の値とみたとき1つ前は13、次は25。(オンライン整数列大辞典の数列 A188165)
    - 2n + 9 の形の3番目の素数である。1つ前は13、次は41。(オンライン整数列大辞典の数列 A104070)
- 17! = 355687428096000 である（15桁）。
- 177 + 762713 = 210639282
- 17 = 23 + 32
  - 2番目のレイランド数である。1つ前は8、次は32。(オンライン整数列大辞典の数列 A076980)
    - 最小のレイランド素数である。次は593。(オンライン整数列大辞典の数列 A094133)

  - n = 2 のときの nn+1 + (n + 1)n の値とみたとき1つ前は3、次は145。(オンライン整数列大辞典の数列 A051442)
  - n = 3 のときの 2n + n2 の値とみたとき1つ前は8、次は32。(オンライン整数列大辞典の数列 A001580)
    - 2n + n2 で表せる2番目の素数である。1つ前は3、次は593。(オンライン整数列大辞典の数列 A061119)

  - n = 2 のときの 3n + n3 の値とみたとき1つ前は4、次は54。(オンライン整数列大辞典の数列 A001585)
    - 3n + n3 で表せる最小の素数である。次は n = 56 のときの523347633027360537213687137。(オンライン整数列大辞典の数列 A253471)
- 各位の和が17になるハーシャッド数の最小は476、1000までに4個、10000までに41個ある。
- 各位の和が8になる2番目の数である。1つ前は8、次は26。
  - 各位の和が8になる数で素数になる最小の数である。次は53。(オンライン整数列大辞典の数列 A062343)
  - 奇数という条件をつけると各位の和が8になる最小の数である。
- 各位の平方和が50になる最小の数である。次は55。(オンライン整数列大辞典の数列 A003132)
  - 各位の平方和が n になる最小の数である。1つ前の49は7、次の51は117。(オンライン整数列大辞典の数列 A055016)
- 各位の立方和が344になる最小の数である。次は71。(オンライン整数列大辞典の数列 A055012)
  - 各位の立方和が n になる最小の数である。1つ前の343は7、次の345は117。(オンライン整数列大辞典の数列 A165370)
- 各位の積が7になる2番目の数である。1つ前は7、次は71。(オンライン整数列大辞典の数列 A034054)
  - 各位の積が7になる数で素数になる2番目の数である。1つ前は7、次は71。(オンライン整数列大辞典の数列 A107693)
- 17 = 22 + 22 + 32
  - 3つの平方数の和1通りで表せる7番目の数である。1つ前は14、次は18。(オンライン整数列大辞典の数列 A025321)
- 17 = 13 + 23 + 23
  - 3つの正の数の立方数の和1通りで表せる3番目の数である。1つ前は10、次は24。(オンライン整数列大辞典の数列 A025395)
  - 3つの正の数の立方数の和で表せる2番目の素数である。1つ前は3、次は29。(オンライン整数列大辞典の数列 A007490)
- 17 = 92 − 82 = (9 + 8) × (9 − 8)
  - n = 9 のときの (n + 8)(n − 8) の値とみたとき1つ前は0、次は36。(オンライン整数列大辞典の数列 A098849)
- 17 = 34 - 43
  - 4番目の第2種レイランド数である。1つ前は7、次は28。(オンライン整数列大辞典の数列 A045575)
    - 2番目の第2種レイランド素数である。1つ前は7、次は79。(オンライン整数列大辞典の数列 A123206)

## その他 17 に関連すること
- 英語読みはセブンティーン。
- 年始から数えて17日目は1月17日。
- 17の接頭辞：septendec（拉）、heptakaideca（希）
- 17倍をセプテンデキュプル (septendecuple) という。
- 第17族元素をハロゲンという。
- 原子番号17の元素は、塩素 (Cl)。
- 第17代天皇は、履中天皇。
- 第17代内閣総理大臣は、大隈重信。
- 通算して第17代の征夷大将軍は、足利尊氏（室町幕府第1代将軍）。
- 大相撲第17代横綱は、小錦八十吉。
- アメリカ合衆国第17代大統領は、アンドリュー・ジョンソン。
- アメリカ合衆国の17番目の州は、オハイオ州。
- 殷朝第17代帝は、南庚。
- 周朝第17代王は、恵王。
- 第17代ローマ教皇はウルバヌス1世（在位：222年 - 230年5月25日）である。
- マレーシア航空17便は、2014年7月17日にウクライナで何者かによって地対空ミサイルで撃墜された事件。
- タロットの大アルカナでXVIIは、星。
- 易占の六十四卦で第17番目の卦は、沢雷随。
- ラテン文化圏では17日は忌みの日である。「XVII」をアナグラムにすると「VIXI」（意味は「（私は）生きた」つまり「（私は）死んでいる」と言うこと）になるからである。同様に17は忌み数とされ、例えばアリタリア-イタリア航空には客席に「17列」が存在せず、ルノーの「R17」もイタリア向けは「R177」に改番されている。17恐怖症（英語版）も参照。
- クルアーンにおける第17番目のスーラは夜の旅である。
- 俳句の文字数（音数）は五・七・五の17文字。
- 十七日月を立待月（たちまちづき）という。
- JIS X 0401、ISO 3166-2:JPの都道府県コードの「17」は石川県。
- グロック17は、オーストリアのグロックの拳銃。
- サーブ 17は、スウェーデンの偵察爆撃機。
- ノースロップ A-17は、アメリカの攻撃機。
- AGS-17は、ソ連の自動擲弾銃。
- B-17 フライングフォートレスは、アメリカの爆撃機。
- C-17 グローブマスターIIIは、アメリカの輸送機。
- YF-17 コブラは、アメリカの戦闘機。
- Jリーグのサガン鳥栖の唯一の永久欠番（2006年10月現在）。坂田道孝教授の命日1月7日による。
- ピアノソナタ第17番
- 『Ever17 -the out of infinity-』は、KIDの恋愛アドベンチャーゲーム。
- 『大鉄人17』は、TBS系列で放送された特撮テレビ番組。
- 『バベル-17』は、サミュエル・R・ディレイニーのSF小説。
- 『エルフ・17』は、山本貴嗣の漫画。
- 『フィギュア17 つばさ&ヒカル』は、アニメ番組およびこれを原作とした漫画・小説。
- 『はるか17』は、山崎さやかの漫画およびこれを原作としたテレビドラマ。
- 『17 【じゅうなな】』は、 桜井まちこの漫画。
- 『17歳。』は、鎌田洋次の漫画。
- 『17 Live』は、台湾発のライブストリーミングサービス。
- ブラックジャックにおいては、ディーラーは手札の合計が17に達するまで必ずカードを引かなければならない。
- 南沙織のデビュー曲「17才」。
- 河合奈保子の楽曲「17才」。
- 桜田淳子の楽曲「十七の夏」。
- TOKIOのアルバム「17」。
- 鈴木このみのアルバム「17」。
- 尾崎豊のデビューアルバム『十七歳の地図』とシングル「十七歳の地図」。
- 南沢十七は、日本の探偵小説家。
- 17年ゼミは、アメリカ合衆国東部に生息する周期ゼミで17年周期で発生し3種存在する。
- "LION"（ライオン）の文字を上下逆さにすると「NO17」に見えることから、日本の生活用品メーカー・ライオンはこの「NO17」を商標登録している。
- 大日本帝国陸軍第17方面軍
- 第17軍
  - 大日本帝国陸軍第17軍
  - 第二次世界大戦時のドイツ陸軍第17軍
  - アメリカ空軍第17空軍
- 各国の第17師団
- 各国の第17旅団
- 第17連隊
  - 大日本帝国陸軍歩兵第17連隊
  - 陸上自衛隊第17普通科連隊
  - フランス陸軍第17工兵落下傘連隊
- 井上喜久子は、実年齢に関わらず常に「17歳」を自称している。
- ジュール・ビアンキがF1で使用していた固定カーナンバーが「17」で永久欠番。
- 十七条憲法は聖徳太子が定めた日本最古の憲法。
- 和楽器の笙は17本の竹管を持つ。

## 符号位置
| 記号 | Unicode | JIS X 0213 | 文字参照         | 名称                           |
| ---- | ------- | ---------- | ---------------- | ------------------------------ |
| ⑰    | U+2470  | 1-13-17    | &#x2470; &#9328; | CIRCLED DIGIT SEVENTEEN        |
| ⒄    | U+2484  | -          | &#x2484; &#9348; | PARENTHESIZED DIGIT SEVENTEEN  |
| ⒘    | U+2498  | -          | &#x2498; &#9368; | DIGIT SEVENTEEN FULL STOP      |
| ⓱    | U+24F1  | 1-12-17    | &#x24F1; &#9457; | DOUBLE CIRCLED DIGIT SEVENTEEN |